# Karabudachkentskij rajon
Il Karabudachkentskij rajon (in russo Карабудахкентский район?) è un distretto municipale del Daghestan, situato nel Caucaso.